# Ary Barroso
Ary Evangelista Barroso (Ubá, 7 november 1903 – Rio de Janeiro, 9 februari 1964) was een Braziliaans componist, jurist, (voetbal)verslaggever en televisiepresentator.
Hij was dé Braziliaanse liedjesschrijver van de jaren 40 en 50 van de 20e eeuw en de uitvinder van de samba-exaltação, een patriottistische sambavariant en tegenhanger van de Samba Malandro uit de Braziliaanse hoerenbuurten.

## Biografie
Ary Barroso werd geboren als zoon van districtsafgevaardigde en openbaar aanklager João Evangelista Barroso en Angelina de Resende. Hij werd opgevoed door zijn grootmoeder Gabriela Augusta de Resende.
Barroso leerde solfège en piano van zijn tante Ritinha de Resende. Op zijn twaalfde werkte hij al als assistent-pianist in de Cinema Ideal te Ubá en op zijn vijftiende componeerde hij de volksdans De longe.
In 1920 erfde hij een aanzienlijk bedrag van zijn oom en voormalig landbouwminister Sabino Barroso, waardoor hij in 1921 naar de Rechtenfaculteit van de Federale Universiteit van Rio de Janeiro (UFRJ) trok.
Een jaar later verliet hij de universiteit om te werken als pianist in verschillende cinema's, theaters en orkesten.
In 1926 nam hij de rechtenstudie weer op terwijl hij bleef componeren, optreden en opnames maken. Uiteindelijk studeerde hij af als bachelor in de rechten in 1929.

## Bekendste werken
Barroso's bekendste composities zijn de samba's Aquarela do Brasil (Brazil), uit 1939, gebruikt in de Disneyfilm Saludos Amigos in 1942 en Na Baixa do Sapateiro (Bahia), uit 1938, gebruikt in de Disneyfilm De Drie Caballeros in 1944.
Het nummer Rio de Janeiro, gebruikt in de film Brazil, geregisseerd door Joseph Santley in 1944 leverde een Oscarnominatie voor het beste lied op.

## Politieke inspiratie
Na de staatsgreep door Getúlio Vargas op 10 november 1937 bracht Barroso het antifascistisch lied Salada Mixta uit, op plaat gezet door Carmen Miranda in oktober 1938.
De Vaderlandsliefde patriottistische hymne Aquarela do Brasil uit 1939 behoorde alleszins tot de muziek die de Vargas-dictatuur in haar mediabeleid actief bevoordeelde.
Er bestaan bronnen die een verband zien tussen Barroso, de pro-Amerikaanse koers die Vargas tijdens de Tweede Wereldoorlog voerde – waarbij hij op 22 augustus 1942 de oorlog verklaarde aan Duitsland en Italië – en de airplay die Aquarela do Brasil even later in de Verenigde Staten kreeg waarbij het nummer in twee jaar tijd ruim twee miljoen keer op radio en televisie werd uitgezonden.

## Trivia
Barroso was een vurig supporter van CR Flamengo. Hij overleed op carnavalsmaandag 1964 aan levercirrose terwijl sambaschool Império Serrano de Passarela betrad met het lied Aquarela do Brasil.